# Mamina (chanson)
Mamina est une chanson de Dalida sortie en 1972. La chanson se positionne à la 19e place des ventes en 1972 en France.